# Miss Mundo Italia
Miss Mundo Italia es un concurso de belleza nacional en Italia. Sirve para seleccionar a la candidata que representará al país en el concurso internacional Miss Mundo. Se llevó a cabo por primera vez en 1954 y no está relacionado con Miss Italia o Miss Universo Italia, aunque algunas candidatas han pasado de un formato a otro a lo largo de los años.

## Historia
Si bien la ganadora oficial de Miss Italia representó a Italia en el Miss Mundo en algunas ocasiones (de 1959 a 1962, y en 1964, 1971 y 1978), el resto de las candidatas fueron seleccionadas mediante castings o concursos independientes. El concurso ganó notoriedad en 2000, cuando Giorgia Palmas se convirtió en la primera finalista de Miss Mundo 2000 y encontró su encarnación final en 2005 como Miss Mondo - La sfida italiana (Miss Mundo - el desafío italiano).

## Ganadoras
: Declarada como ganadora
     : Terminó como finalista
     : Terminó como una de las semifinalistas o cuartofinalistas
     : Terminó como ganadora de premios especiales
| Año  | Miss Mundo Italia | Región | Posición en Miss Mundo | Premios especiales |
| ---- | --- | --- | --- | --- |
| 2025 | Chiara Esposito | Campania | Top 20 | - Talento (3.er lugar) |
| 2023 | Rebecca Arnone | Piamonte | Top 40 | |
| 2022 | Miss Mundo 2021 se reprogramó para el 16 de marzo de 2022 debido al brote de pandemia de COVID-19 en Puerto Rico, no comenzó ninguna edición en 2022 | Miss Mundo 2021 se reprogramó para el 16 de marzo de 2022 debido al brote de pandemia de COVID-19 en Puerto Rico, no comenzó ninguna edición en 2022 | Miss Mundo 2021 se reprogramó para el 16 de marzo de 2022 debido al brote de pandemia de COVID-19 en Puerto Rico, no comenzó ninguna edición en 2022 | Miss Mundo 2021 se reprogramó para el 16 de marzo de 2022 debido al brote de pandemia de COVID-19 en Puerto Rico, no comenzó ninguna edición en 2022 |
| 2021 | Claudia Motta | Lacio | No clasificó | - Deportes (Top 32) |
| 2020 | Debido al impacto de la pandemia de COVID-19, no hubo concurso en 2020                                                                               | Debido al impacto de la pandemia de COVID-19, no hubo concurso en 2020                                                                               | Debido al impacto de la pandemia de COVID-19, no hubo concurso en 2020                                                                               | Debido al impacto de la pandemia de COVID-19, no hubo concurso en 2020                                                                               |
| 2019 | Adele Sammartino | Campania | No clasificó | - Top Model (Top 40) |
| 2018 | Nunzia Amato | Campania | No clasificó | - Top Model (Top 32) - Beauty with a Purpose (Top 25)                                                                                                |
| 2017 | Conny Notarstefano | Lacio | Top 40 | - Talento (3.er lugar) - Deportes (Top 23) |
| 2016 | Giada Tropea | Calabria | No clasificó | |
| 2015 | Greta Galassi | Trentino-Alto Adigio | No clasificó | - Top Model (1.ª finalista) |
| 2014 | Silvia Cataldi | Apulia | No clasificó | - Belleza Playera (Top 10) - Top Model (Top 15) |
| 2013 | Sarah Baderna | Emilia-Romaña | Top 20 | - Top Model (Top 10 - Belleza Playera (Top 10) - Deportes (Top 20)                                                                                   |
| 2012 | Jessica Bellinghieri | Sicilia | No clasificó | - Belleza Playera (Top 40) |
| 2011 | Tania Bambaci | Sicilia | Top 15 | - Top Model (1.ª finalista) - Belleza Playera (Top 10)                                                                                               |
| 2010 | Giada Pezzaioli | Lombardía | Top 7 | - Belleza Playera (Top 40) |
| 2009 | Alice Taticchi | Umbría | No clasificó | - Premio al Mejor Diseño de Vestuario (Top 12) - Top Model (Top 12)                                                                                  |
| 2008 | Claudia Russo | Sicilia | No clasificó | - Top Model (Top 32) |
| 2007 | Giada Wiltshire | Emilia-Romaña | No clasificó | - Talento (Top 20) - Belleza Playera (Top 21) |
| 2006 | Elizaveta Migatcheva | Lacio | No clasificó | - Talento (1.ª finalista - Premio al Mejor Diseño de Vestuario (Top 20) - Deportes (Top 24) - Belleza Playera (Top 25)                               |
| 2005 | Sofia Bruscoli | Emilia-Romaña | Top 6 | - Reina Continental de Europa - Talento (Top 5) - Belleza Playera (Top 19)                                                                           |

### 1954-2004
: Declarada como ganadora
     : Terminó como finalista
     : Terminó como una de las semifinalistas o cuartofinalistas
     : Terminó como ganadora de premios especiales
| Año  | Miss Mundo Italia     | Posición en Miss Mundo |
| ---- | --------------------- | ---------------------- |
| 2004 | Valeria Altobelli     | No clasificó           |
| 2003 | Silvia Cannas         | No clasificó           |
| 2002 | Susanne Zuber         | Top 20                 |
| 2001 | Paola d'Antonino      | No clasificó           |
| 2000 | Giorgia Palmas        | Primera finalista      |
| 1999 | Gloria Nicoletti      | No clasificó           |
| 1998 | Concetta Travaglini   | No clasificó           |
| 1997 | Irene Lippi           | No clasificó           |
| 1996 | Mara de Gennaro       | No clasificó           |
| 1995 | Rosanna Santoli       | No clasificó           |
| 1994 | Arianna Novacco       | No clasificó           |
| 1993 | Barbara Chiappini     | No clasificó           |
| 1992 | Paola Irrera          | No clasificó           |
| 1991 | Sabina Pellati        | No clasificó           |
| 1990 | Cristina Gavagnin     | No clasificó           |
| 1989 | Paola Mercurio        | No clasificó           |
| 1988 | Giulia Gemo           | No clasificó           |
| 1987 | Barbara Martinuzzi    | No clasificó           |
| 1986 | Enrica Patane         | No clasificó           |
| 1985 | Cosetta Antoniolli    | No clasificó           |
| 1984 | Federica Tersch       | No clasificó           |
| 1983 | Barbara Previato      | No clasificó           |
| 1982 | Raffaella del Rosario | No clasificó           |
| 1981 | Marisa Tutone         | No clasificó           |
| 1980 | Stefania de Pasquaci  | No clasificó           |
| 1979 | Rossana Serratore     | No clasificó           |
| 1978 | Loren Mai             | No clasificó           |
| 1976 | Antonella Lombrosi    | No clasificó           |
| 1975 | Vanna Bortolini       | No clasificó           |
| 1974 | Zaira Zoccheddu       | No clasificó           |
| 1973 | Marva Bartolucci      | Top 15                 |
| 1972 | Laura Romano          | No clasificó           |
| 1971 | Maria Pinnone         | No clasificó           |
| 1970 | Marika de Poi         | No clasificó           |
| 1968 | Pia Gianporcaro       | No clasificó           |
| 1967 | Tamara Baroni         | Top 15                 |
| 1966 | Gigliola Carbonara    | Top 15                 |
| 1965 | Guya Libraro          | No clasificó           |
| 1964 | Mirka Sartori         | Sexta finalista        |
| 1962 | Raffaella da Carolis  | No clasificó           |
| 1961 | Franca Cattaneo       | No clasificó           |
| 1960 | Layla Rigazzi         | Top 10                 |
| 1959 | Paola Falchi          | No clasificó           |
| 1958 | Elisabetta Velinsky   | Top 10                 |
| 1957 | Anna Gorassini        | No clasificó           |
| 1956 | Angela Portaluri      | No clasificó           |
| 1955 | Franca Incorvaia      | No clasificó           |
| 1954 | Cristina Fantoni      | No clasificó           |